# Feričanci
 Feričanci  è un comune della Croazia di 2 418 abitanti della Regione di Osijek e della Baranja.